# Збагачення руд кольорових металів

Технологія збагачення руд кольорових металів відрізняється великим різноманіттям і визначається багатьма факторами: типом руди (суцільна, вкраплена, розсипна), складом корисних і породних мінералів, крупністю їх вкраплення, здатністю мінералів до шламування і т. д. Основний метод збагачення руд кольорових металів — флотація за одно-, дво- і багатостадійними схемами в залежності від зазначених факторів. Виняток із загального ряду становлять каситеритові і вольфрамітові руди, що збагачуються гравітаційними процесами.
При наявності крупного нерівномірного або агрегатного вкраплення цінних мінералів у рудах кольорових металів раціонально для попереднього збагачення використовувати гравітаційні процеси. Застосування гравітаційного збагачення дозволяє в голові схеми видалити 30—45 % породи (легка фракція) з відвальним вмістом кольорових металів, підвищити на 20—30 % вміст цінних компонентів у важкій фракції, що направляється на подальшу переробку, і завдяки цьому підвищити комплексність і економічність переробки сировини.
Найчастіше в схемах збагачення рудних корисних копалин з крупним і агрегатним вкрапленням для попереднього відділення породи використовується важкосередовищна сепарація.
Вихідне живлення крупністю до 50 мм промивається і класифікується на грохоті за розміром зерна 8 мм. Клас + 8 мм направляється на збагачення в конусний важкосередовищний сепаратор. Суспензія готується з суміші феросиліцію і магнетиту. Важка фракція після відмивки обважнювача додроблюється і направляється на подрібнення і флотацію, а легка фракція — у відвал.
При наявності в рудах крупних включень міді, цинку, заліза доцільно застосувати попереднє гравітаційне збагачення грубоподрібненого матеріалу. Гравітаційне збагачення у цьому випадку здійснюється звичайно на концентраційних столах.
При наявності в рудах (наприклад, мідних) самородків також перед флотацією застосовують гравітаційне збагачення. Цикл гравітаційного збагачення починається в відділенні подрібнення, де піски гідроциклонів контрольної класифікації направляються у відсаджувальні машини, а злив — на флотацію. Концентрат відсадки подрібнюють і збагачують на концентраційних столах, де і виділяють самородну мідь. На концентраційних столах вилучається до 30 % міді, а вміст міді в концентраті становить 85—90 %.
Баластними домішками окиснених руд кольорових металів часто є мули, які не вимагають дезінтеграції і видаляються перед або після подрібнення на апаратах для знешламлення. Найбільш важко збагачувати боксити зі складною вмісною породою. Промивку бокситових руд застосовують у тому випадку, якщо корисний мінерал представлений конгломератом, в якому цементуючою основою є глина або некондиційні глинисті боксити. Такі руди послідовно сортують і промивають.
В окремих випадках у процесі промивки в злив видаляється до 40 % вихідного продукту.